# Malaienschnepfe
Die Malaienschnepfe (Scolopax saturata), manchmal auch  Javawaldschnepfe genannt, ist eine Schnepfenart aus der Gattung der Eigentlichen Schnepfen (Scolopax). Sie kommt auf Sumatra und Java vor. Die Art ist monotypisch, jedoch galt die Neuguineaschnepfe (Scolopax rosenbergii) lange Zeit als Unterart der Malaienschnepfe.

## Merkmale
Die Malaienschnepfe erreicht eine Größe von 29 bis 31 cm. Die Brust und der größte Teil des Bauches sind bräunlich. Das Kinn ist gelbbraun. Von verwandten Arten unterscheidet sich die Malaienschnepfe durch einen hellen Bereich am Oberbauch. Die Jungvögel sind bisher unbeschrieben.

## Lebensraum
Die Malaienschnepfe bewohnt Reste von primären montanen Regenwäldern im nördlichen und südlichen Zentralsumatra sowie im westlichen Java. Die Wälder haben mitteldichtes bis dichtes Unterholz und befinden sich in Höhenlagen von 1500 bis 3000 m. In Sekundärwäldern ist die Malaienschnepfe nicht anzutreffen. Häufig kann man die Art in kleinen Waldparzellen im alpinen Grasland beobachten.

## Lebensweise
Die Malaienschnepfe geht nachts auf Nahrungssuche. Der Mageninhalt von zwei Exemplaren bestand aus Raupen und Nachtfalterpuppen. Die Fortpflanzung erfolgt während der Regenzeit. Auf Java liegt die Brutzeit zwischen Februar und April, auf Sumatra wurden Jungvögel Mitte Mai beobachtet. Balzflüge werden während der Morgen- und Abenddämmerung vorgeführt, insbesondere rund um Waldlichtungen. Das Nest besteht aus einem Moosbett zwischen Farnen, das leicht über dem Boden aufgeschüttet wird. Das Gelege besteht wahrscheinlich aus zwei Eiern.

## Status
Die IUCN listet die Art auf der Vorwarnliste („near threatened“). Bestandserhebungen liegen nicht vor. Die Hauptgefährdung geht von Lebensraumverlust aufgrund der Waldrodungen für Ölpalmplantagen aus. Die Bergwälder sind jedoch noch relativ ungefährdet.

## Weblink
- Scolopax saturata in der Roten Liste gefährdeter Arten der IUCN 2013.2. Eingestellt von: BirdLife International, 2013. Abgerufen am 23. November 2013.